# Eleccions presidencials de Guinea Equatorial de 2009
Les eleccions presidencials de Guinea Equatorial de 2009 van tenir lloc el 29 de novembre de 2009 a Guinea Equatorial. Teodoro Obiang Nguema, que ha estat president del país des de 1979, va córrer per a un nou mandat i va fou reelegit amb el 95,4% dels vots segons els resultats oficials. El líder de l'oposició Plácido Micó Abogo, va quedar en segon lloc amb el 3,6%. Tanmateix, els observadors internacionals i el principal candidat de l'oposició va qüestionar la legitimitat d'aquestes eleccions, tenint en compte la mala gestió que crea un camp hostil als altres candidats que hi van participar, manipulació dels mitjans de comunicació i els resultats desequilibrats.

## Planificació i campanyes
D'acord amb un decret presidencial el 29 de febrer de 2008, l'elecció estava prevista per al 2010. Tanmateix, es va anunciar el 16 d'octubre de 2009 que les eleccions es duien a terme el 29 de novembre de 2009. Micó Abogo va criticar la data de les eleccions amb l'argument que el govern tenia la intenció de privar l'oposició de temps suficient per preparar-s'hi amb l'anunci de la data amb només 45 dies d'antelació. Va dir que el seu partit, la Convergència per a la Democràcia Social (CPDS), participaria en les eleccions, juntament amb altres partits de l'oposició, tot i que va al·legar que el governamental Partit Democràtic de Guinea Equatorial (PDGE) era planificant el frau.
La campanya va començar el 5 de novembre. L'ambaixadora de Guinea Equatorial als Estats Units, Purificación Angue Ondo, va posar èmfasi en el fet que el govern era "compromès amb la realització d'eleccions justes i democràtiques. Com a part dels nostres esforços de reforma pretenem garantir que s'escoltin totes les veus. Considerem que l'accés obert dels mitjans de comunicació als candidats polítics és crucial en aquest procés. Estem compromesos en assegurar que tots els nostres candidats siguin capaços d'exercir el seu dret a parlar amb la premsa". El govern va assenyalar una entrevista donada per Micó Abogo a TVE Internacional, que va ser transmès per televisió a Guinea Equatorial, com a mostra del seu compromís amb la transparència.
Els partits que aportin candidats a les eleccions havien de rebre fons públics per a la campanya. Hi havia 291.000 persones enregistrades per votar. Hi havia una variació substancial en les estimacions de la població total, amb estimacions a la baixa del voltant de 600.000 persones i estimacions altes de més d'un milió.

### Competició electoral
Cinc candidats participaren en l'elecció, encara que dos d'ells eren caracteritzats per la premsa internacional com a mers substituts de president Obiang. La campanya d'Obiang el va presentar com el candidat que representava la continuïtat i l'èxit de la gestió de la lucrativa indústria del petroli de Guinea Equatorial, amb la promesa de redistribució de la riquesa petroliera i el desenvolupament econòmic. Declarant-se a si mateix com "el candidat del poble", Obiang va dir que ningú podia contradir la voluntat del poble i va expressar la seva confiança en que obtindria més del 97% dels vots (va guanyar les eleccions anteriors, celebrades en 2002, amb un resultat oficial del 97,1%). Mentrestant, Mico Abogo va denunciar al govern com a opressiu i va dir que guanyaria les eleccions només a través de frau. També va dir que la riquesa del petroli només havia servit per enriquir la petita elit que envolta Obiang i que contribuïa a reforçar el règim.
Segons un diplomàtic destinat a Malabo, que havia assenyalat les severes crítiques al govern de Micó Advoco, la campanya s'havia caracteritzat per un augment de la "llibertat de to" per l'oposició. Prenent nota que el govern volia que les eleccions semblessin creïbles, creia que l'augment del grau de llibertat era el resultat de les negociacions amb el govern. La participació activa de l'oposició a la campanya, però, era considerada limitada per Almani Cyllah de la International Foundation for Electoral Systems: "Aquestes eleccions hauria estat un punt d'inflexió si l'oposició hagués participat. Ens hauria fet sentir que realment sí, les coses s'estaven movent en la direcció correcta, però l'oposició va considerar que les eleccions no anaven a ser lliures ni justes".
El candidat d'Acció Popular de Guinea Equatorial Carmelo Mba Bacale va anunciar el 28 de novembre que havia decidit boicotejar les eleccions. Al·legà que el PDGE estava planejant el frau, dient que els membres del PDGE es dirigien els centres de votació, així com la comissió electoral.

## Votació i anunci dels resultats
El dia de les eleccions, 29 de novembre, segons els informes la participació va ser baixa. Mico Abogo va denunciar el desenvolupament de les eleccions, dient que el frau i la manipulació eren abundants, i va declarar que no acceptaria els resultats oficials. Els observadors denunciaren irregularitats en les eleccions. L'1 de desembre es van fer públics els resultats provisionals gairebé complets, mostrant Obiang guanyador amb el 95,19% dels vots; a Micó Abogo li atorgaven el 4,05%, mentre que el candidat de la Unió Popular Archivaldo Montero li atorgaven un 0,39%, al candidat del Partit de la Coalició Socialdemòcrata Buenaventura Monsuy Asumu li atorgaren un 0,19%, i a Mba Bacale (que havia anunciat un boicot el dia abans de l'elecció) li atorgaren el 0,17%. Es va dir que havien votat 292.585 persones, una xifra que superava lleugerament el nombre oficial de votants registrats (al voltant de 291.000).
Segons els resultats oficials, l'avantatge d'Obiang va augmentar lleugerament quan foren publicats els resultats finals el 3 de desembre. D'acord amb aquests resultats, Obiang va rebre el 95,4% dels vots, Micó Abogo un 3,6%, Montero el 0,34%, i Monsuy Asumu el 0,17%. Parlant en una reunió de milers de seguidors a Malabo el 3 de desembre Obiang va declarar que reelegint-lo el poble havia triat "el progrés i la pau". Es va comprometre "a centrar-se en la salut i l'educació", així com donar major capacitació a les dones i els joves, alhora que destacà la importància de gastar la riquesa petroliera del país amb responsabilitat.
Obiang va jurar el seu nou mandat de set anys en una cerimònia al Palau del Congrés a Bata el 8 de desembre de 2009; hi van estar presents diversos altres caps d'estat africans. En l'ocasió, Obiang va parlar d'un "futur brillant i prometedor". També va dir que anava a promoure la cooperació entre els partits pel que podria haver-hi un consens polític per al bé de la nació.

### Crítica dels resultats
El líder opositor Plácido Micó va afirmar que "els agents del govern van votar en comptes del públic i d'alguns centres de votació van tancar d'hora".
La denúncia de frau de Micó Abogo va arribar enmig d'observacions internacionals que els mitjans havien estat sotmesos a manipulacions durant les eleccions, incloent la negativa de visats per a la premsa i fomentaren una major activitat de relacions públiques d'una empresa privada que donava suport al president Obiang. Poc després de l'elecció, Human Rights Watch va dir: "en les últimes setmanes [el govern] ha sufocat i assetjat l'oposició política del país ... [i] imposa greus limitacions als observadors internacionals." Amb observacions similars i xifres al cap, el comentarista d'IFES Almani Cyllah va dir que "és una mica difícil de veure com podem dir que aquestes eleccions han estat lliures i justes."

## Resultats
Resum del resultat de les eleccions presidencials de Guinea Equatorial de 2009
| Candidat                                                                              | Partit                                  | Vots    | %     | %     |
| ------------------------------------------------------------------------------------- | --------------------------------------- | ------- | ----- | ----- |
| Teodoro Obiang Nguema Mbasogo                                                         | Partit Democràtic de Guinea Equatorial  | 260.462 | 95,36 |       |
| Plácido Micó Abogo                                                                    | Convergència per a la Democràcia Social | 9.700   | 3,55  |       |
| Archivaldo Montero Biribé                                                             | Unió Popular                            | 931     | 0,34  |       |
| Buenaventura Moswi M´Asumu Nsegue                                                     | Coalició Socialdemòcrata Baboro         | 462     | 0,17  |       |
| Carmelo Mba Bacale                                                                    | Acció Popular de Guinea Equatorial      | 437     | 0.16  |       |
| Vots vàlids                                                                           | Vots vàlids                             | 271.992 | 99,58 | 99,58 |
| Vots en blanc i invàlids                                                              | Vots en blanc i invàlids                | 1.163   | 0,43  | 0,43  |
| Total (participació 93.35%)                                                           | Total (participació 93.35%)             | 273.127 | 100   | 100   |
| Font: Ministeri d'Informació, Cultura i Turisme Arxivat 2016-05-08 a Wayback Machine. |                                         |         |       |       |